# Saropogon thailandensis
Saropogon thailandensis is een vliegensoort uit de familie van de roofvliegen (Asilidae). De wetenschappelijke naam van de soort is voor het eerst geldig gepubliceerd in 2003 door Tomosovic & Grootaert.